# Ängel (1989)
Ängel är en svensk film från 1989 i regi av Stig Larsson. Filmen är Larssons regidebut och i rollerna ses bland andra Leif Andrée.

## Om filmen
Inspelningen ägde rum i London och Stockholm med Peter Kropénin som producent. Filmen premiärvisades på Göteborgs filmfestival i februari 1989 och hade biopremiär den 3 mars samma år på biograf Filmstaden i Stockholm.

## Rollista
- Kim Kuusisto – Kim
- Leif Andrée – Jon
- Stig Larsson – Stig
- Sissela Kyle – mamman
- Katarina Huldt – Eva
- Nils Claesson – Per
- Helena Bergström – Åsa
- Peter Kneip – alkoholisten
- Simon Birnbaum – pojken